# Jibert, Brașov
Jibert, mai demult Șibert, Șiberga, Jibergu (în dialectul săsesc Soeibrig, Seibrig, Zeibriχ, în germană Seiburg, Sibricht, în maghiară Zsiberk) este satul de reședință al comunei cu același nume din județul Brașov, Transilvania, România.

## Galerie de imagini

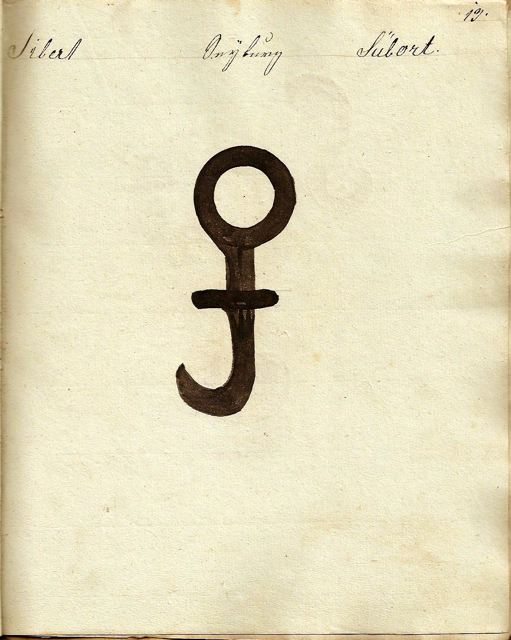
1826 - Danga pentru vitele din Jibert
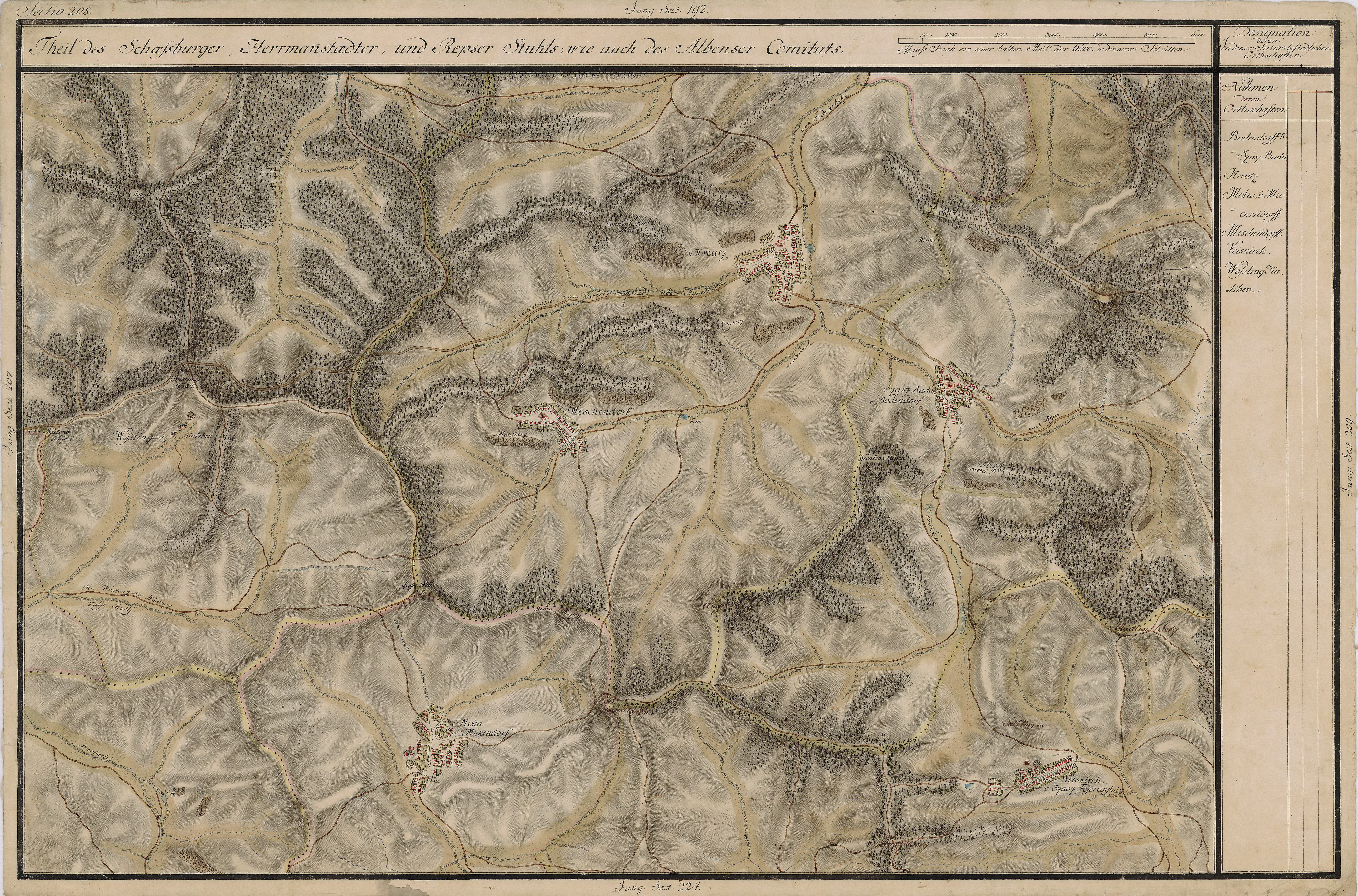
Jibert în Harta Iosefină a Transilvaniei, 1769-1773